# Banana Boats
Banana Boats fue una banda de ska alavesa (España) de los 90's que grabó un disco, No tengo bandera con estilos ska, reggae y rocksteady en 12 temas. Participaron en conciertos con gente tan importante como Laurel Aitken, Selecter, Specials, Rita Marley, Gladiators...
Tras su disolución, entre otras cosas por el abandono del cantante negro Byron D., varios miembros formaron el grupo The Starlites.

## No tengo bandera (1992, Colour Songs)
Pistas del disco:
- 1. Well it's
- 2. No tengo bandera
- 3. Ska fever
- 4. Bom bom
- 5. Marihuana
- 6. What a saturday night
- 7. Fuente de agua
- 8. Beatriz
- 9. Baby don't deny me
- 10. I'm willing
- 11. Skatalites en Aranjuez
- 12. Abre tus ojos

- Datos: Q5717787